# Лома (Монтана)
Лома (енгл. Loma) насељено је место без административног статуса у америчкој савезној држави Монтана.

## Демографија
По попису из 2010. године број становника је 85, што је 7 (-7,6%) становника мање него 2000. године.
| Група             | 2000.      | 2010.      |
| Белци             | 90 (97,8%) | 81 (95,3%) |
| Афроамериканци    | 0 (0,0%)   | 0 (0,0%)   |
| Азијати           | 0 (0,0%)   | 0 (0,0%)   |
| Хиспаноамериканци | 0 (0,0%)   | 0 (0,0%)   |
| Укупно            | 92         | 85         |